# Lestodiplosis hordei
Lestodiplosis hordei är en tvåvingeart som beskrevs av Barnes 1928. Lestodiplosis hordei ingår i släktet Lestodiplosis och familjen gallmyggor. Inga underarter finns listade i Catalogue of Life.